# Стрийський Іван
Іван Євгенович Стрийський гербу Сас (30 квітня 1884, с. Топорівці — 1935, Кіцмань) — буковинський громадсько-політичний діяч, адвокат і журналіст, один з лідерів Української національної партії в Румунії (з 1927).

## Біографія
Народився 30 квітня 1884 року в с. Топорівцях Городенківського повіту. З 1891 по 1898 рік навчався у Снятинській реальній школі. Після цього до 1904 року продовжував навчання у Коломийській гімназії. На початку 1900-х років батько заснував нотаріальну контору у Вашківцях на Буковині. Там гімназист включився до громадської роботи. Від міської громади його обрали до молодіжного союзу «Січ», що створився у Чернівцях.
Після закінчення гімназії навчався на правника у Чернівецькому університеті. Навчання поєднував з активною діяльності в «Січі».
Приблизно в 1909—1910 роках він захистив іспит на доктора права, у 1910 році відкрив свою адвокатську контору в Коломиї. Одружився із Ганною Герасимович, подружжя придбало у Коломиї під житло особняк. Але шлюб був нещасливий, сім'я розпалася, дітей не було. Іван Стрийський більше не одружувався.
Під час Першої світову війну призвали до австро-угорського війська, дослужився до сотника цісарсько-королівського війська. В Листопадовий чин у 1918 році був у запасному полку в Станиславові. Вступив на службу до УГА, через кілька днів Національний уряд ЗУНР призначив його повітовим державним комісаром і управителем Коломийського староства.
Щоб не бути заарештованим польськими окупаційними військами, що наближалися, переїхав до Кіцманя, де його батько побудував великий будинок. Після раптової смерті батька, залишився жити в Кіцмані, що була окупована Румунією.
У 1935 році раптово помер. Похований на міському цвинтарі. Радянська влада, що прийшла у 1940 році, будинок, де він проживав, націоналізувала. З цього часу там перебуває міська рада.

## Громадська діяльність
Іван Стрийський активний учасник створення в Коломиї, що перебувала під окупацією Польщі, музею «Гуцульщина». У 1926 році при відкритті музею передав декілька десятків художніх творів, а на початку 1930-их — частину літератури, загалом понад 150 художніх творів різної тематики. Вони зберігаються в одному із залів музею.
Друкувався з правничих тем у газетах «Рідний Край» і «Час».